# Frank B. Zoltowski
Frank B. Zoltowski (* 1957) ist ein australischer Amateurastronom. Er entdeckte mehr als 200 Asteroiden.
Er führt seine Suche nach erdnahen Objekten von seinem Haus in Woomera mit Hilfe einer CCD-Kamera durch. 1998 erhielt er für die von ihm entwickelten verbesserten Suchmethoden den Gene-Shoemaker-NEO-Preis. Außerdem programmierte er CCDTRACK, ein Computerprogramm, das die automatische Nachführung von elektronisch gesteuerten Teleskopen für vom Benutzer ausgewählte Himmelsobjekte ermöglicht.
Zoltowski erkannte im Mai 1999, dass der Asteroid 1999 AN10 der Erde sehr nahekommen, sie aber doch um mindestens 37.000 km verfehlen würde. Der nächste Zeitpunkt der größten Erdnähe liegt im August 2027.
Der Asteroid (18292) Zoltowski wurde nach ihm benannt.